# Tahuata
Tahuata é uma ilha das Ilhas Marquesas, arquipélago pertencente à comunidade ultramarina francesa da Polinésia Francesa. É a mais pequena das ilhas Marquesas habitadas e localiza-se a 4 km a sul do extremo ocidental da ilha Hiva Oa, da qual está separada pelo canal denominado Ha‘ava na língua marquesana.

## Geografia
A ilha é muito montanhosa, com profundos vales e desfiladeiros. A altitude máxima é o topo do monte Amatea, com 1050 metros. A orografia não permite a construção de uma pista de aviação e as comunicações são por via marítima a partir da ilha de Hiva Oa.
A população total era de 682 habitantes no censo do 2002 e de 703 habitantes em 2012. A vila principal é Vaitahu, localizada no oeste da ilha, capital da comuna que inclui também a ilha desabitada de Moho Tani; outras vilas são Hapatoni, Motopu e Hanatetena. A ativitade principal é a agricultura e o artesanato.

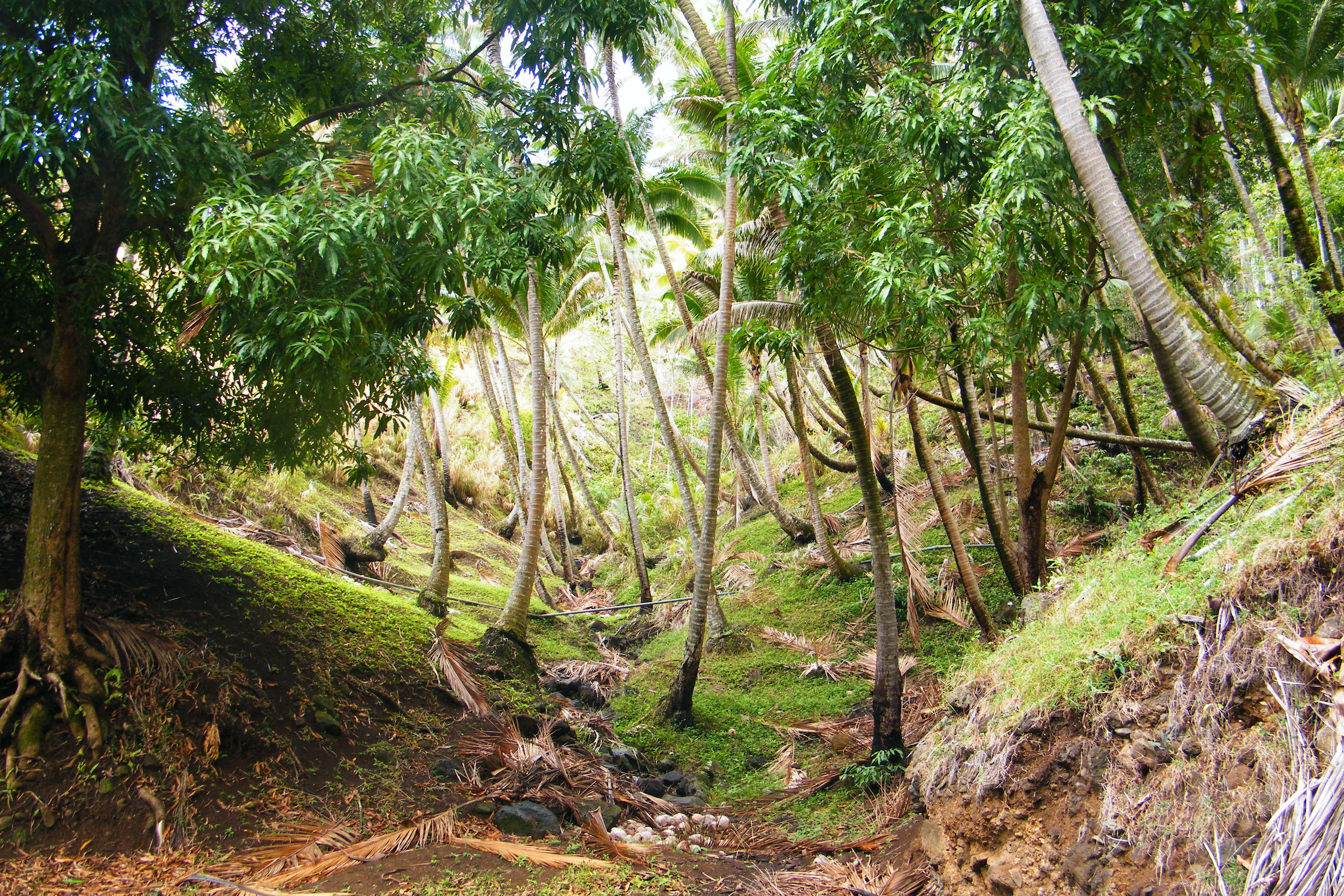
Coqueiros em Tahuata

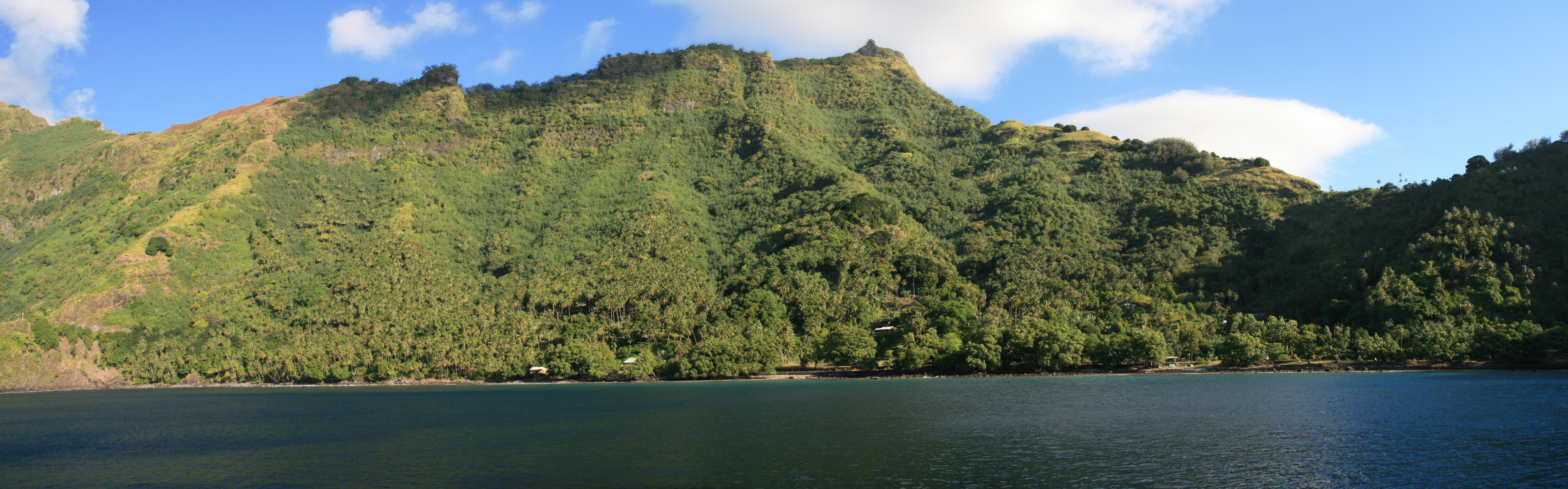
Paisagem de Tahuata

## História
Os restos arqueológicos indicam que Tahuata foi habitada pelos polinésios já no século III. Na época pré-europeia era considerada uma dependência de Hiva Oa.
Vaitahu foi o lugar dos primeiros contactos das Marquesas com os europeus. Em 1595 desembarcou Álvaro de Mendaña. Foi aqui que chamou ao arquipélago "as Marquesas de Mendoza", e a ilha ficou denominada "Santa Cristina". Uma série de mal-entendidos provocou o massacre de 200 vítimas. O inglês James Cook chegou em 1774, e o francês Dupetit-Thouars em 1842, proclamando em Vaitahu a anexação das Marquesas pela França. Posteriormente edificou-se a primeira igreja nas ilhas.